# 폭풍해일

폭풍 해일의 원리

폭풍해일(暴風海溢, 영어: storm surge, storm flood, storm tide 또는 tidal surge)은 태풍 등의 열대 저기압으로 인한 낮은 기압과 바람의 효과로 생긴 높은 파도로 인한 수해이다.

## 같이 보기
- 해일
- 지진해일